# Steinburg (district)
Districtul Steinburg este un district rural (germană: Kreis) din landul Schleswig-Holstein, Germania.